# Poinçon (poterie)
Pour les articles homonymes, voir Poinçon (homonymie).
Le poinçon en céramique est un outil servant à imprimer dans l'argile fraîche un motif, souvent répété pour former un ensemble décoratif (frises, entourages de métopes, etc.).
Ces motifs peuvent parfois être utilisés pour identifier le travail d'un potier-décorateur particulier.

## Les premiers poinçons
En France, les premiers usages de poinçons se trouvent au Chasséen : l'extrémité pointue d'une tige en os ou en bois donne une grande variété d'impressions.
On trouve par exemple des impressions circulaires, petites mais profondes et à bords abrupts. Dans les groupes Ferrières et Fontbouïsse, ces impressions remplissent des surfaces souvent triangulaires limitées par des incisions. Des tessons ainsi marqués se retrouvent par exemple dans les couches du Chalcolithique de la grotte de Prével Supérieur à Montclus (Gard) ; et dans la couche 5 (groupe Fontbouïsse) de la grotte de Peyroche à Auriolles (Ardèche).
Le même outil peut aussi être enfoncé obliquement dans l'argile et faire ainsi un creux qui fait mieux ressortir les ombres et accroche mieux les incrustations de matière blanche. Ce décor est caractéristique de la grotte de la baume Saint-Vérédème à Sanilhac (Gard),, p. 119, 121, 123 et 131. 

Une tige de roseau coupée donne un motif de cercle.
Au Campaniforme, notamment en Languedoc et en Provence, apparaît le poinçon en forme de prisme droit à base triangulaire.
À l'âge du cuivre les poinçons sont couramment taillés pour obtenir des effets particuliers, notamment géométriques.

## La poterie antique
La céramique sigillée décorée de l'époque gallo-romaine utilise les poinçons pour imprimer dans l'argile fraîche des motifs divers, généralement répétés pour former des ensembles décoratifs (frises, entourages de métopes, etc.)
Les potiers décorateurs utilisent généralement plusieurs poinçons pour un modèle.

### Identification de potiers-décorateurs
Il est parfois possible de repérer le travail d'un potier particulier grâce aux poinçons qu'il a utilisés. Des catalogues en nombres croissants ont été élaborés dans ce but, par exemple pour Cibisus (Lutz 1968) et de nombreux autres potiers de la Graufesenque, Lezoux et de multiples autres sites.

## À distinguer du timbre
Le mot « timbre » est parfois - rarement - utilisé en alternative, mais il désigne stricto sensu un poinçon imprimant une estampille, c'est-à-dire un nom de potier (le potier-décorateur, ou bien le potier propriétaire de l’atelier où est fabriqué la pièce).
Selon J.-L. Roudil (1972), compte tenu de la petite taille des poinçons, le résultat obtenu devait être appelé « estampage ».